# Nauru Rehabilitation Corporation

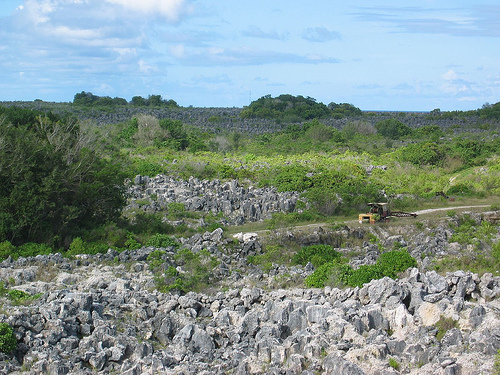
Pitons rocheux résultant de l'exploitation du phosphate à Nauru.

La Société pour la Réhabilitation de Nauru (Nauru Rehabilitation Corporation) est une entreprise publique établie par l'État de la République de Nauru en mai 1999, à la suite d'une loi (Nauru Rehabilitation Corporation Act) adoptée en juillet 1997. Sa fonction première est de revitaliser les terres dévastées par l'industrie du phosphate pendant l'ère coloniale puis postcoloniale, afin de les rendre productives et d'assurer la viabilité économique du petit pays,.
Le travail de réhabilitation de la terre commença début 2008, avec l'assistance de fonds australiens. L'Australie, en tant que puissance coloniale jusqu'en 1968, avait exploité les riches gisements de phosphate du pays. Une fois indépendant, Nauru porta l'Australie devant les tribunaux, réclamant une assistance financière à la réparation des dommages causés à l'environnement et aux surfaces agricoles. Le gouvernement australien du premier ministre Paul Keating dans les années 1990 accepta de verser une aide, coupant court au litige, et signa un accord à ce sujet avec le Président de Nauru, Bernard Dowiyogo. La Nauru Rehabilitation Corporation (NRC) fut instituée pour mettre en œuvre les travaux requis.
Les travaux consistent, à ce stade, à briser et broyer les pitons rocheux qui marquent le paysage des anciennes terres à phosphate. La roche broyée contient une certaine quantité de phosphate exploitable, et une partie de la roche est également vendue à des entreprises de bâtiment, mais l'essentiel sert à combler les fossés creusés par l'industrie du phosphate,. Par la suite, une couche arable devra recouvrir ces terres, qui recevront une nouvelle végétation.
Depuis 2007, la NRC s'occupe également de l'extraction du phosphate dans les gisements restants, une tâche jusque lors confiée à l'entreprise publique RONPHOS.
Le PDG de la NRC est Vinci Clodumar. En outre, ses travaux font l'objet d'un Département de l'État. Le ministre chargé de la NRC au moment du début des travaux en 2008 était Frederick Pitcher. Depuis la mi-novembre 2011, à la suite d'un changement de gouvernement, c'est David Adeang qui lui succède.